# Banoffee pie
Le banoffee pie (également écrit banofi, ou banoffy) est une pâtisserie anglaise composée d'une base de crumble de biscuits secs, de banane, de confiture de lait (obtenue en faisant cuire à feu doux du lait concentré sucré) et une généreuse couche de crème chantilly. Il existe aussi des variantes avec du chocolat, du café ou les deux. 
Le nom de ce dessert est un mot-valise combinant banana (banane en anglais) et toffee (caramel).

## Origine

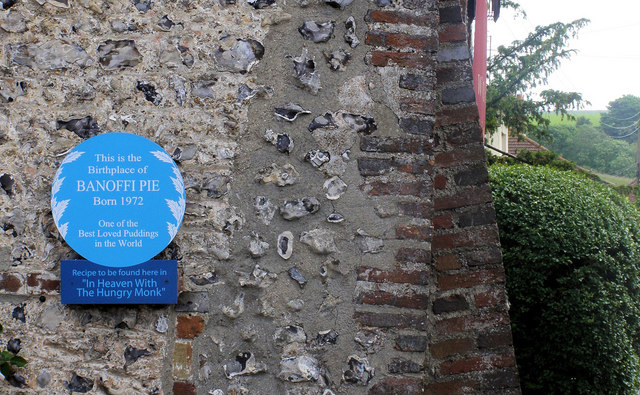
Plaque en façade du restaurant The Hungry Monk marquant le lieu d'origine du banoffee pie.

La paternité de ce dessert est attribuée à Nigel Mackenzie et Ian Downing, respectivement propriétaire et chef du restaurant The Hungry Monk à Jevington (en), dans le Sussex de l'Est. Ils l'auraient inventé en 1972 en adaptant une recette américaine.